# 托托拉爾鎮

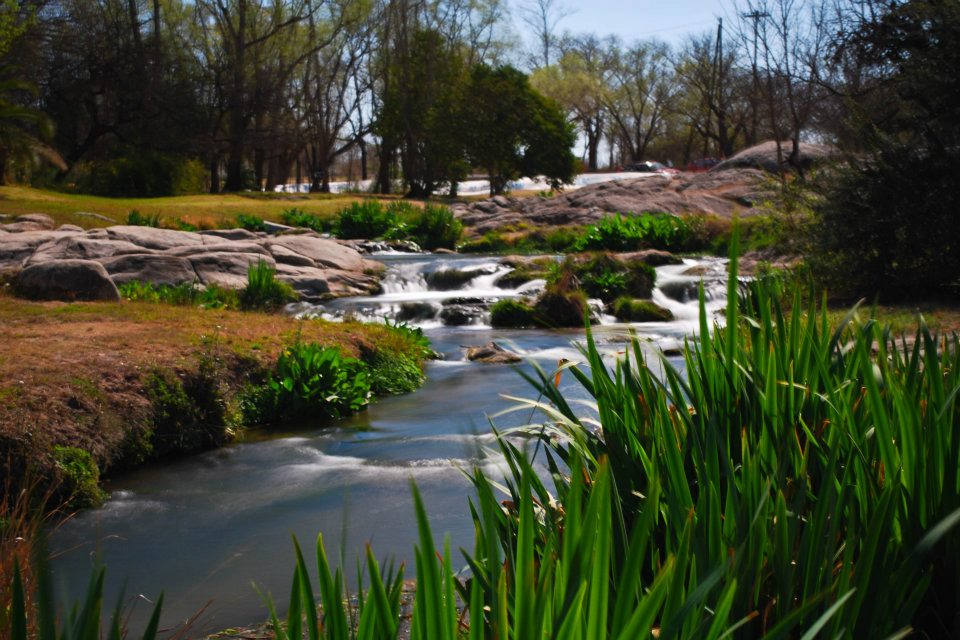
托托拉爾鎮

30°49′S 63°43′W / 30.817°S 63.717°W
托托拉爾鎮（西班牙語：Villa del Totoral），是阿根廷的城鎮，位於該國中部科爾多瓦省，是托托拉爾縣的首府，始建於1860年8月6日，海拔高度553米，該地區的地震活動頻繁和低強度，2010年人口8,211。